# 葉室頼業
葉室頼業（はむろ よりかず、元和元年（1615年）4月24日 - 延宝3年（1675年）は、江戸時代前期の公卿。別名は葉室顕長。

## 官歴
- 元和9年（1623年）：従五位下
- 寛永4年（1627年）：従五位上、兵部少輔
- 寛永9年（1632年）：正五位下
- 寛永12年（1635年）：権右少弁
- 寛永14年（1637年）：右少弁
- 寛永16年（1639年）：蔵人、正五位上
- 寛永18年（1641年）：左少弁
- 寛永19年（1642年）：右中弁、従四位上
- 寛永20年（1643年）：正四位上、蔵人頭、左中弁
- 正保元年（1644年）：右大弁
- 正保2年（1645年）：左大弁、参議
- 正保3年（1646年）：従三位
- 慶安2年（1649年）：正三位
- 承応元年（1652年）：権中納言
- 承応3年（1654年）：神宮伝奏
- 明暦元年（1655年）：従二位、賀茂伝奏
- 明暦2年（1656年）：権大納言
- 明暦3年（1657年）：踏歌外弁
- 寛文元年（1660年）：正二位

## 系譜
- 実父：万里小路孝房
- 養父：葉室頼房
- 兄：坊城俊完
- 兄：葉室頼隆
- 子：葉室頼孝
- 子：橋本公綱
- 子：冷泉為経